# Kanta-Häme
Kanta-Häme je jedna z 19 finských provincií. Nachází se v jihozápadní části státu. Sousedí s regiony Pirkanmaa, Uusimaa, Päijät-Häme a Vlastní Finsko. Správním střediskem je město Hämeenlinna. Nejvyšším bodem je Niinimäenselänmaa o nadmořské výšce 191 m n. m. Stejně jako další finské provincie, má i Kanta-Häme určené své symboly z ptačí říše, flóry a ryb. Jsou jimi orlovec říční, koniklec otevřený a cejn velký.

## Obce
V roce 2018 se provincie dělila na 3 okresy (finsky seutukunta) a 11 obcí (finsky kunta). Tučně zvýrazněné obce jsou městy.
- Forssa
- Hattula
- Hausjärvi
- Humppila
- Hämeenlinna
- Janakkala
- Jokioinen
- Loppi
- Riihimäki
- Tammela
- Ypäjä